# Effectief rendement
Het effectief rendement van een obligatie, ook wel yield to maturity genoemd, is de interne-opbrengstvoet als de obligatie tot het eind van de looptijd wordt aangehouden.